# Unbyns flygbas
Unbyns flygbas (IATA: -, ICAO: -) är en före detta militär flygbas, cirka 2 km söder om byn Unbyn och 14 km söder om Boden i Norrbottens län.

## Historik
Flygbasen uppfördes år 1940, och bestod av tre rullbanor i en triangulär form, och med parkeringsplatser för 15 stridsflygplan. Efter andra världskrigets slut upphörde Flygvapnet i stort sett sin verksamhet vid basen. Under den tid som Arméflyget verkade i Boden (1959 - 2005) användes detta basområdet ibland för övningsverksamhet.